# Димитър Константинов (кмет)
Димитър Константинов е български политик.

## Биография
След Младотурската революция в 1908 година, Константинов е деец на Съюза на българските конституционни клубове в Горна Джумая. В 1909 година заедно с Иван Караджов е избран от Горна Джумая за делегат на Втория конгрес на организацията.
Кмет е на Горна Джумая в периода 16 септември 1918 г. – и 9 или 19 юли 1919 г. По време на мандата му към града се стичат хиляди бежанци от Демирхисарско, Сярско, Гевгелийско, Кукушко, Малешевско, Ениджевардарско и Дойранско, като същевременно небългарското население напуска града. В резултат на това настъпват сериозни проблеми с прехраната и намирането на жилища. В това време Константинов активно работи заедно с общинския съвет за разрешаване на проблемите. Редица местни жители приемат в своите домове част от бежанците.